# Audi Q2
L'Audi Q2 è un'autovettura di tipo SUV prodotta dalla casa automobilistica tedesca Audi a partire dal 2016. 

## Nome
Durante lo sviluppo, questo modello si sarebbe dovuto chiamare Q1 visto che il nome "Q2" era già stato utilizzato dall'Alfa Romeo e dalla Maserati, ma essendo stato dismesso dai due marchi italiani, Audi ha potuto utilizzarlo.

## Profilo

### Debutto

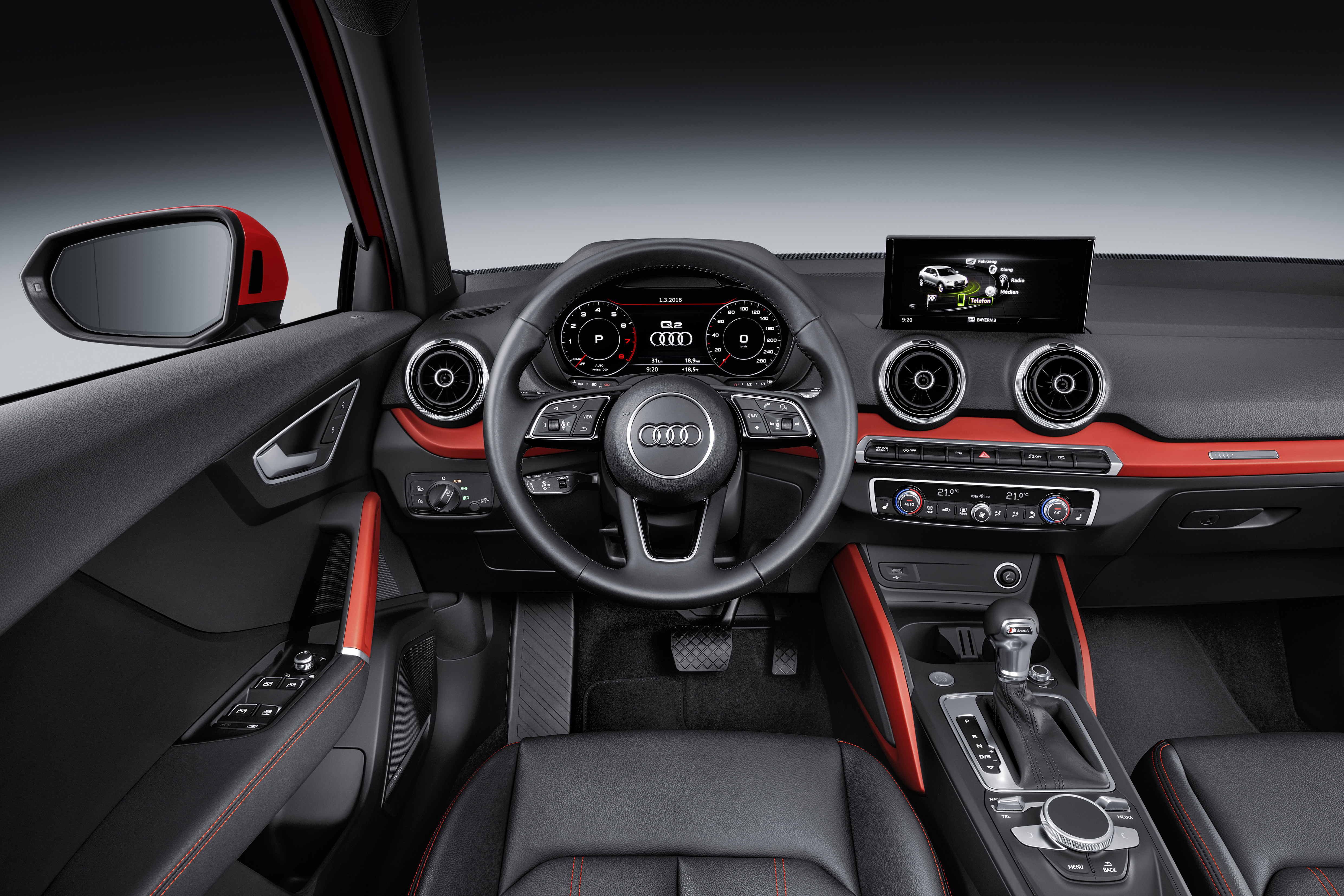
Interni di una Audi Q2

È stata presentata per la prima volta al pubblico il 1º marzo 2016 al Salone di Ginevra per essere commercializzata dall'autunno successivo. Il veicolo, che viene prodotto presso la sede Audi di Ingolstadt, si basa sulla piattaforma Volkswagen MQB, condivisa con la Volkswagen Tiguan di seconda generazione.

### Design
Il frontale della Q2 ha una forma piatta con uno sviluppo e un'inclinazione verso l'alto, come sugli altri modelli della serie Q. L'interno è dotato di un display da 7 o 8,3 pollici per il sistema di infotainment chiamato Audi MMI e di un display che riproduce la strumentazione virtuale da 12,3 pollici per il quadro strumenti.

### Caratteristiche tecniche
Il peso a vuoto è di 1230 kg. La lunghezza è di 4190 millimetri, la larghezza di 1790 millimetri, l'altezza di 1510 millimetri, l'interasse di 2600 millimetri. La capacità di carico va da 405 litri a 1050 litri con i sedili posteriori abbattuti.
La gamma motori prevede: la versione base dotata di un 1.0 a tre cilindri TFSI da 116 CV, un 1.5 TFSI turbo a quattro cilindri benzina da 150 CV e un 2.0 TFSI da 190 CV. I diesel sono equipaggiati con un 1.6 TDI da 116 CV e un 2.0 TDI da 150 o 190. La potenza viene trasmessa alle ruote anteriori da un cambio manuale a sei marce e viene offerto come optional un cambio sette marce S tronic a doppia frizione. Le versioni 2.0 TFSI e 2.0 TDI hanno un sistema di trazione integrale quattro coadiuvato da un cambio sette marce S tronic.

## Evoluzione

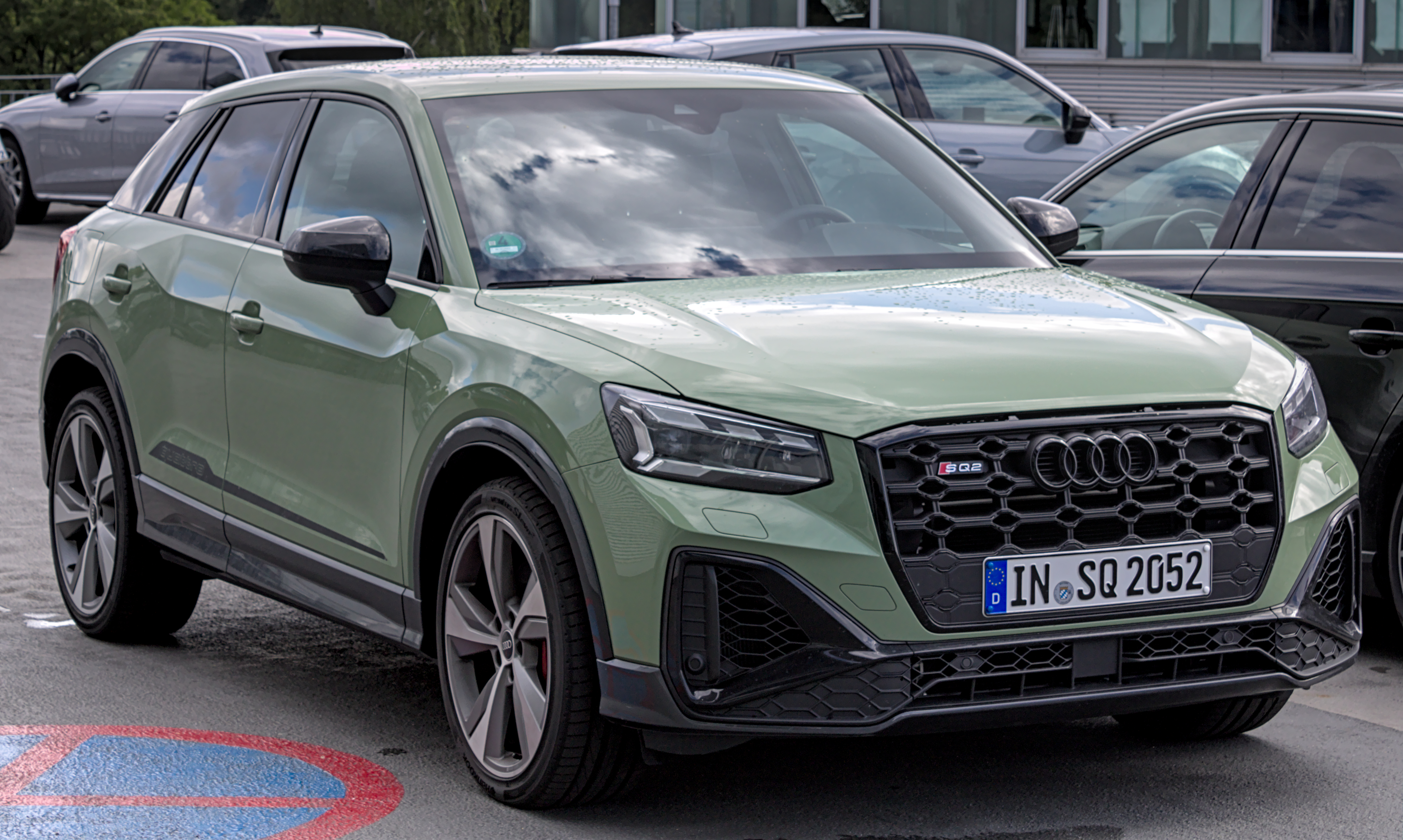
Audi SQ2 restyling del 2021

### SQ2
A fine del 2018 ha esordito una versione sportiva della Q2 in allestimento "S", denominata Audi SQ2. Il modello è stato presentato in anteprima al pubblico al salone di Parigi nell'ottobre 2018. Questa versione si caratterizza per la presenza di un propulsore da 2,0 litri a quattro cilindri in linea turbocompresso con una potenza massima di 221 &apbs kW (300 CV), abbinato ad un sistema di trazione integrale "quattro" con frizione Haldex e ad una trasmissione composta da cambio a doppia frizione a sette marce.

### Q2L e-tron
L'Audi Q2L e-tron è stata presentata il 16 aprile al salone di Shanghai 2019. È una versione appositamente progettata per il mercato cinese e prodotta in loco dalla jont-venture da FAW-Volkswagen nello stabilimento di Foshan. Questa versione della Q2 presenta un passo allungato con dimensioni esterne maggiori ed è alimentata da un motore elettrico con una potenza di 100 &apbs kW (136 CV) a 290 Nm di coppia posizionato sull'asse anteriore. L'autonomia, con una batteria che ha una capacità di 38 kWh, è di circa 265 chilometri secondo il ciclo di omologazione NEDC.

### Restyling del 2021
Ad inizio 2021 ha debuttato una versione rivista della Q2, sia per quanto riguarda la carrozzeria che gli interni, con modifiche anche alle motorizzazioni.